# زراعة اعضاء متعددة منفصلة متكاملة IdMOC
زراعة أعضاء متعددة منفصلة متكاملة (IdMOC) في المختبر، زراعة الخلية على أساس نموذج تجريبي لدراسة الاتصالات بين الخلايا في الأنظمة التقليدية في المختبر ، تتم دراسة كل نوع من الخلايا بعزلها عن التفاعلات الحرجة بين الأعضاء أو أنواع الخلايا. تعتمد تقنية (IdMOC) على مفهوم أن أجهزة متعددة تشير أو تتواصل عبر الدورة الدموية الجهازية (أي الدم).
تتكون لوحة (IdMOC) من آبار داخلية متعددة داخل غرفة ربط كبيرة. يتم أولا زرع أنواع متعددة من الخلايا بشكل فردي في الآبار الداخلية، وعند الحاجة، يتم غمرها بوسيط علوي لتسهيل الاتصال الجيد. يمكن إضافة مواد الاختبار إلى الوسط المغطي ويمكن تحليل كل من الوسائط والخلايا بشكل فردي. يسمح طلاء خلايا الكبد بالخلايا الأخرى الخاصة بالأعضاء بتقييم التفاعلات الكيميائية  للدواء والسمية العضوية.
نظام (IdMOC) له العديد من التطبيقات في تطوير الأدوية، مثل تقييم التفاعلات الكيميائية للدواء والسمية. يمكنه في نفس الوقت تقييم الإمكانات السامة للدواء على خلايا من أعضاء متعددة وتقييم استقرار الدواء وتوزيعه وتكوين المستقلب وفعاليته. من خلال نمذجة التفاعلات متعددة الأعضاء، يمكن (IdMOC) فحص الآثار الدوائية للدواء ومستقلباته على الهدف وخارج هدف الأجهزة وكذلك تقييم تفاعلات المخدرات عن طريق قياس السيتوكروم ب 450 (س ي ب) تحريض أو تثبيط في خلايا الكبد.
ويمكن أيضا أن تستخدم (IdMOC) لفحص الروتينية وعالية الإنتاجية من الأدوية مع أ د م مرغوب فيه أو خصائص أ د م-توكس. فحص السمية في المختبر باستخدام خلايا الكبد بالاقتران مع الخلايا الأولية الأخرى مثل الخلايا العضلية القلبية (نموذج السمية القلبية)، والخلايا الظهارية النبيبية القريبة من الكلى (نموذج السمية الكلوية)، والخلايا النجمية (نموذج السمية العصبية)، والخلايا البطانية (نموذج السمية الوعائية)، والخلايا الظهارية الهوائية (نموذج السمية الرئوية) لا تقدر بثمن لتصميم الدواء وعملية الاكتشاف.
حصل الدكتور ألبرت ب.لي على براءة اختراع في عام 2004.